# Der Weg ins Leben (1931)
Der Weg ins Leben (Originaltitel: russisch Путёвка в жизнь Putjowka w schisn) ist ein sowjetischer Spielfilm, der 1931 in den Filmstudios Meschrabpom unter der Regie von Nikolai Ekk nach Entwürfen von  Anton Makarenkos später fertiggestelltem gleichnamigen Roman gedreht wurde.

## Handlung
Im Moskau des Jahres 1923 gibt es viele Gruppen Verwahrloster, die von Diebstahl und anderen Gaunereien leben. So auch am Bahnhof, wo sich unter dem älteren Fomka ebenfalls mehrere obdachlose Kinder und Jugendliche zusammen gefunden haben, deren Ziel es ist, den Reisenden ihre Gepäckstücke zu stehlen. Aber auch die dort lebenden Bürger und Händler sind nicht vor Überfällen sicher.
In einer Wohnung in der Nähe des Bahnhofs feiert Kolka seinen 15. Geburtstag, weshalb seine Mutter noch einige Besorgungen machen will, wozu auch Äpfel gehören, die sich ihr Sohn wünscht. Während sie diese bei einer älteren Frau kauft, kommt einer der Verwahrlosten, um der Händlerin mehrere Äpfel wegzunehmen. Als er wegrennen will, versucht ihn Kolkas Mutter mit Gewalt aufzuhalten, rutscht im Schnee aus und schlägt unglücklich mit dem Kopf auf einem Stein. Der herbeigerufene Arzt kann nur noch ihren Tod feststellen. Ohne seine Frau kommt Kolkas Vater mit dem Leben nicht mehr zurecht, fängt an sich ständig zu betrinken und seinen Sohn zu schlagen, was für diesen der Grund ist, vor seinem Vater zu fliehen und auch ein Straßenkind zu werden.
Am 20. Dezember 1923 tritt eine neue Anordnung in Kraft, dass die Verwahrlosten von freiwilligen Helfern und Sozialinspektoren mit Unterstützung der Polizei erfasst werden sollen. In einem Keller finden die Beauftragten eine große Gruppe der Obdachlosen schlafend vor. Trotz starker Gegenwehr werden die Kinder festgenommen und mit Autos in ein Auffangheim gefahren. Hier werden mehrere Hundert von ihnen, nach einer Befragung durch eine Kommission, auf verschiedene Heime und im Bedarfsfall auch auf Krankenhäuser verteilt, von denen sie sofort wieder flüchten wollen. Als Mustafa den Raum betritt, begrüßt er fast alle Mitarbeiter der Sozialinspektion mit ihrem Namen, da er schon oft genug mit ihnen zu tun hatte. Der anwesende Nikolai Iwanowitsch Sergejew lehnt es ab, ihn wieder in eine Besserungsanstalt mit Gittern zu schicken, da er auch dort wieder weglaufen würde. Er schlägt eine andere Lösung vor und die Kommission beschließt ein neues Experiment zu starten.
Sergejew will in einem ehemaligen Kloster eine Kommune einrichten, wo die Jugendlichen als Tischler, Schlosser und Mechaniker arbeiten können. Zudem sollen sie freiwillig mitkommen, sich sogar selbst verwalten und sie werden frei sein. Das anfängliche Misstrauen der von ihm ausgesuchten Verwahrlosten vertreibt er mit mehreren Zigaretten und nachdem er ihnen die Vorteile erklärt hat und auch erwähnte, dass sie ja immer noch abhauen könnten, kann er sie auf seine Seite ziehen. Die Jungen wollten ursprünglich aber nur weglaufen und wundern sich, ohne Wachposten die vergitterte Sammelstelle verlassen zu können. Auf dem Weg zum Bahnhof bekommt Mustafa genügend Geld und den Auftrag für die Fahrt Proviant zu besorgen. Nachdem alle in den Zug eingestiegen sind, überlegt Sergejew ständig, ob auch Mustafa wiederkommt, der im letzten Moment noch mit dem beschafften Proviant auf den Zug aufspringen kann. Von den elf Mitfahrenden, mit denen das Experiment beginnen soll, ist keiner weggelaufen.
Weit ab von der Bahnlinie befindet sich das ehemalige Kloster, die zukünftige Kommune, deren Organisator Sergejew ist. Voller Bewunderung betrachten die Jungen Werkzeuge, die in den bereits eingerichteten Werkstätten vorhanden sind. Erfahrene Handwerker übernehmen die Ausbildung. In der Kommune erhöht sich die Zahl der Bewohner, aber auch hier können einige nicht von ihren alten Gewohnheiten lassen und so fehlen eines Tages alle Essbestecke, die dringend benötigt werden. Nikolai Iwanowitsch Sergejew gibt bekannt, dass das Geld für die Beschaffung neuer Bestecke vom Lohn abgezogen wird und anschließend müssen alle mit den Fingern essen, was sich besonders bei der Suppe als schwierig herausstellt. Am Abend liegen Messer, Gabeln und Löffel wieder an ihrem vorgesehenen Platz.
In Moskau füllt nun der inzwischen obdachlose Kolka die Lücke, die Mustafa hinterlassen hat und wird der neue Gehilfe Fomkas. Bei dem Diebstahl eines Paar Stiefel wird er erwischt und dafür zusammengeschlagen. Die Forderungen der umstehenden Bürger gehen von Totschlagen bis Erschießen. Der Festnahme kann er sich durch die Flucht auf dem Polizeirevier entziehen. Doch gibt ihm die Situation zu denken und mit vielen Kindern gemeinsam meldet er sich bei der Kinderkommission, um die Aufnahme in der Kommune zu beantragen, damit sie in Zukunft selbst Stiefel herstellen können. So wächst die Kommune und wird immer stärker. Die Arbeitsaufträge werden erfüllt und die Menschen verändern sich zum Positiven.
Doch dann geschieht etwas Unerwartetes. Frühjahrshochwasser hat die Kommune von der Eisenbahnstation abgeschnitten, die Rohstofflieferungen bleiben deshalb aus und die Produktion stoppt. Die erzwungene Untätigkeit führt zum Krawall. Semjonow fährt nach Moskau, um die Angelegenheit zu klären. In seiner Abwesenheit steigert sich der Unmut weiter, viele betrinken sich und beginnen zu randalieren, Werkstätten und Haus kaputt zu schlagen, sogar ihren eigenen Hund töten sie. Es gibt aber eine Gruppe, die mit der Zerstörungswut nicht einverstanden ist. Nach dem Fesseln des Anführers der Rebellen, kann das Randalieren gestoppt werden. Als Semjonow aus Moskau zurückkommt, findet er eine zerstörte Kommune vor, doch die Jungs sehen ein, dass sie etwas falsch gemacht haben. So kann er ihnen sein mitgebrachtes Geschenk übergeben. Es ist zwar nur eine Spielzeugeisenbahn, aber die soll nur der Symbolik dienen. Tatsächlich sollen die Bewohner der Kommune eine eigene Eisenbahnstrecke bis zum nächsten Bahnhof bauen und diese in eigener Regie betreiben, damit Lieferschwierigkeiten in Zukunft nicht mehr auftreten können. Semjonow verlangt aber von allen tatkräftig mitzuarbeiten, wer keine Lust dazu hat, kann gehen.

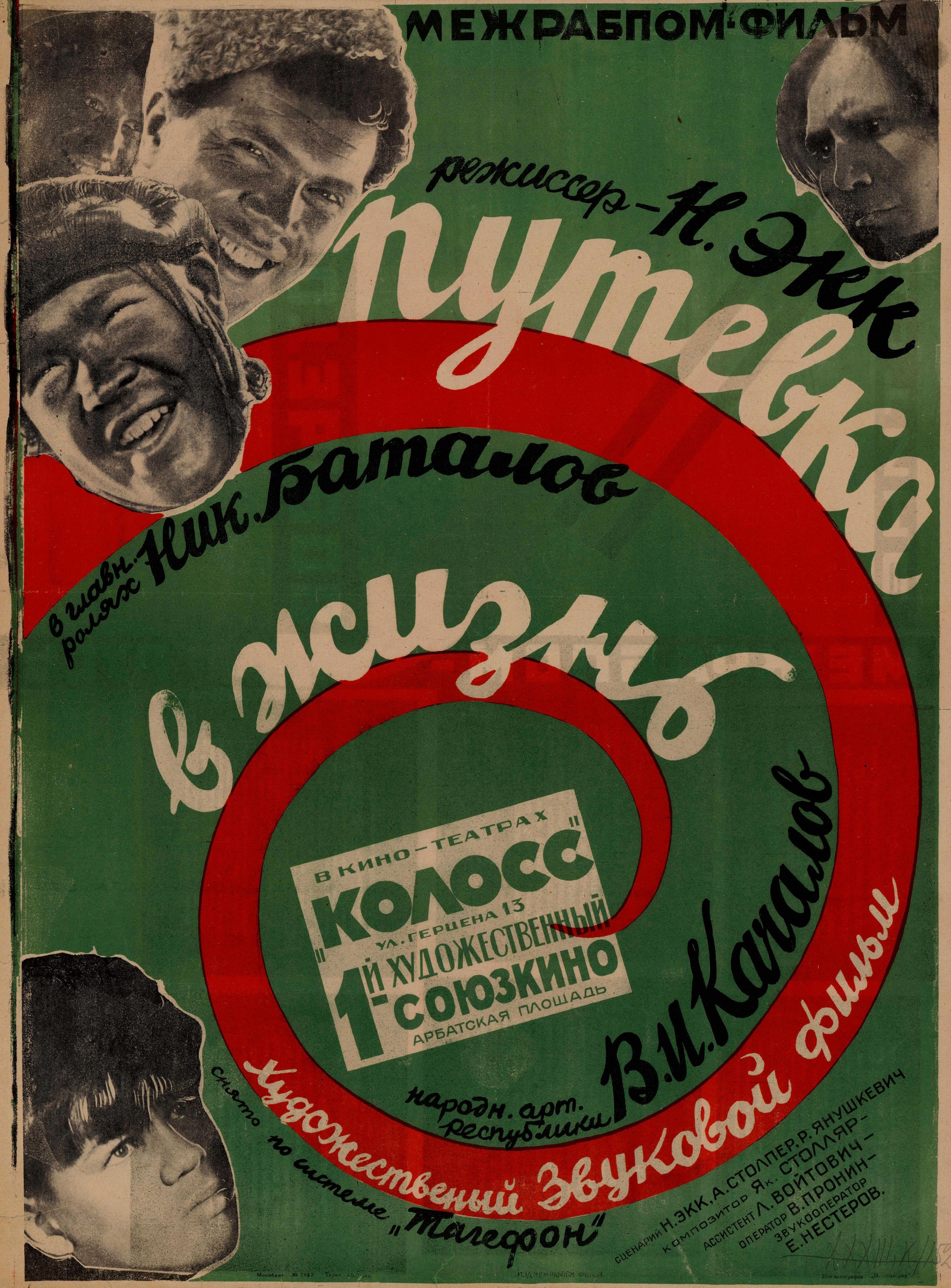
Poster des von Meschrabpom-Film produzierten ersten sowjetischen Tonfilms Der Weg ins Leben von Nikolai Ekk, 1931

Die Diebeswelt in Moskau wird langsam unruhig, denn die einschlägig bekanntesten Spießgesellen verschwinden in die Kommune. Während die Jungen fleißig an der Fertigstellung der Gleise arbeiten, hat Fomka einen Plan, um sie für seine Zwecke zurückzugewinnen. Dazu fährt er mit mehreren Prostituierten in die Nähe der Kommune, richtet dort ein Haus ein, besorgt Alkohol und lädt die Kommunarden zu Feierlichkeiten ein. Nachdem sich das herumgesprochen hat und mehrere Jungen unterdes den Verlockungen verfallen sind, schmiedet das Aktiv der Kommune ebenfalls einen Plan, um so etwas für die Zukunft zu unterbinden. Unter der Führung von Mustafa und Kolka nimmt das Aktiv an solch einer Feier teil und wird freudig begrüßt. Jedoch tun die Jungs nur so, als ob sie den angebotenen Alkohol wirklich trinken, täuschen Trunkenheit vor und Tanzen ausgelassen mit den Prostituierten. Auf Kolkas Zeichen beginnt eine große Prügelei, in deren Ergebnis das Haus zerstört wird, Fomka und seine Mädchen gefesselt und wieder nach Moskau zurückgeschickt werden.
Nach den Vorbereitungen zur Eröffnung der neuen Bahnlinie fährt Mustafa mit einer handbetriebenen Eisenbahn-Draisine zur Eisenbahnstation, um eine dort wartende Arbeiterdelegation zu empfangen und mit ihnen gemeinsam die neue Linie einzuweihen. Auf der Strecke ist derweil Fomka mit dem Trennen einer Schiene beschäftigt, damit der Zug dort verunglückt. Mit Mustafa hat er jedoch nicht gerechnet, der hier durch die Manipulation mit seiner Draisine verunglückt. Im Verlauf der folgenden Prügelei wird Mustafa von Fomka erstochen. Am nächsten Morgen soll der Zug in die Kommune fahren. Kolka versieht hier erstmals seinen Dienst als Kondukteur und kann nach langer Zeit seinen Vater wieder in die Arme schließen, mit dem er sich wieder versöhnt. Jetzt warten alle nur noch auf Mustafa, der ihnen entgegenkommen soll. Als der nicht eintrifft, fährt der Zug los, bis der Lokomotivführer die in der Ferne hochkant stehende Draisine sieht und eine rechtzeitige Bremsung einleiten kann. Hier finden sie den toten Mustafa und legen ihn auf den vorderen Teil der Lokomotive, umringt mit schwarzen Fahnen ab, während andere die Schiene wieder reparieren. Hierbei findet einer der Jungen Fomkas Messer, mit dem Mustafa ermordet wurde. Der Zug wird am Ziel mit großer Freude empfangen, die beim Näherkommen in tiefe Trauer umschlägt.

## Produktion
Der erste sowjetische Tonfilm hatte am 1. Juni 1931 in der Sowjetunion Premiere. Die deutsche Erstaufführung unter dem Titel Der Weg ins Leben fand am 30. September 1931 in Berlin statt.

## Kritik
Das Lexikon des internationalen Films sieht in dem in episch breiter Erzählhaltung und mit außergewöhnlicher Kameraarbeit entwickelten Film einen diskussionswerten Klassiker sowjetischer Filmkunst.
Anton Makarenko selbst schrieb, dass „der Grundton [...] richtig getroffen“ sei, der Film aber „viel Mißlungenes“ enthält und durch einige Szenen eine „gekünstelte Färbung“ entsteht.